# أيفي شو
أيفي شو (بالإنجليزية: Ivy Shaw) هي رباعة فيجية، ولدت في 21 أغسطس 1976 في فيجي.

## وصلات خارجية
- أيفي شو على موقع أوليمبيديا (الإنجليزية)